# Харанди, Хосров
Хосров Харанди (перс. خسرو هرندی‎; 11 сентября 1950 — 8 января 2019) — иранский шахматист, международный мастер (1975).
Чемпион Ирана 1972, 1978 и 1991 гг. (стал победителем первого чемпионата страны после их возобновления: в период с 1981 по 1990 гг. шахматы в Иране были под запретом).
В составе сборной Ирана участник пяти шахматных олимпиад (1970—1976, 1990 гг.).
Дважды принимал участие в межзональных турнирах (Манила, 1976 г. и Рио-де-Жанейро, 1979 г.).
В 2009 году получил звание сеньор-тренера ФИДЕ.
Скончался 8 января 2019 года.

## Изменения рейтинга
| Графики недоступны из-за технических проблем. См. информацию на Фабрикаторе и на mediawiki.org. |